# Hospitais universitários de Genebra
Os Hospitais universitários de Genebra (HUG), mas mais genericamente conhecido por Hospital de Genebra, constituem o principal centro hospital de Genebra (Suíça). Reúnem todas as especialidades médicas dentro dos 66 serviços dirigidos por professores ou investigadores da Faculdade de medicina da Universidade de Genebra.
Na totalidade o HUG reagrupam 8 hospitais públicos e 40 locais de tratamento. Ele é não só um hospital de proximidade da cidade de Genebra mas também um hospital de referência em relação ao cantão em parceria com o CHUV de Lausana .
O HUG está intimamente ligado à Faculdade de medicina da Universidade de Genebra e por isso é um dos cinco Hospitais universitários da Suíça com os de Basileia, Berna, Lausana et Zurique.

## Datas
- 1602 - Criação de um hospital geral resultante da reunião de oito hospitais existentes na Idade Média;
- 1875 - abertura da maternidade na rue Prévost-Martin;
- 1972 - abertura do hospital de geriatria, actual Hôspotal des Trois-Chêne;
- 1995 - criação do Hospital universitário.

## Pessoal
Com mais de 10 000 colaboradores que exercem 180 profissões, os HUG são um dos maiores fornecedores de emprego do cantão de Genebra. Em 2012, 10 277 pessoas trabalhavam nele como: enfermeiros 58%, médicos 15% de médecins, pessoal administrativo 15% , pessoal técnico e logística 13%. Mais de metade dos enfermeiros e pessoa técnico/logístico é frontalier .

## Tecnologia
Foi em 1970, que se iniciou a primeira colaboração do CERN com  o hospital de Genebra e da tecnologia emergente da Tomografia por emissão de positrões (TEP) que hoje está na base dos scanners TEP-IRM que conjuga a tecnologia de cristais utilizados no LEP juntamente com desenvolvimentos próprios ao LHC .